# Nora Méndez

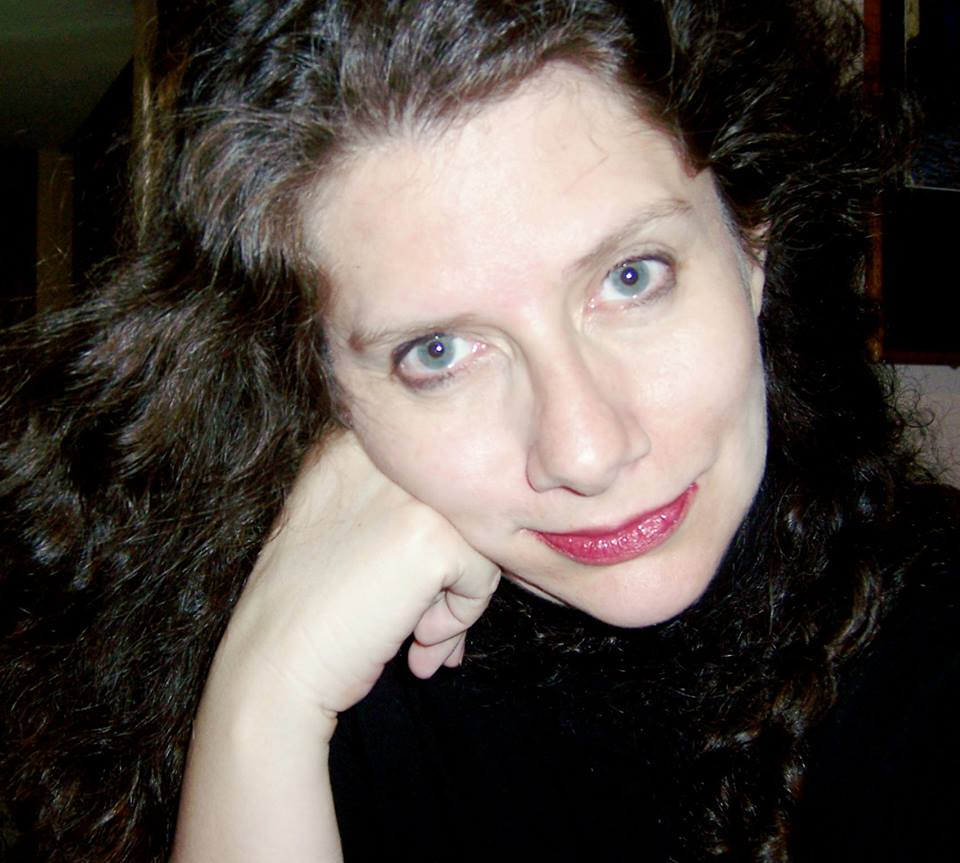
Chân dung của Nora Méndez

Nora Méndez (sinh ngày 24 tháng 3 năm 1969) là một nhà thơ người Salvador.
Sinh ra ở San Salvador, Méndez học xã hội học và giao tiếp tại Đại học El Salvador. Bà được mô tả là một "nhà thơ kháng chiến", viết những câu thơ để đáp lại tình hình chính trị ở El Salvador. Trong một lần là một tù nhân chính trị, sau đó bà trở nên tích cực với ASTAC, Hiệp hội Công nhân Văn hóa Salvador. Các chủ đề khác trong công việc của bà bao gồm bạo lực gia đình và tình trạng của phụ nữ ở đất nước cô. Tác phẩm của bà đã xuất hiện trong một số tuyển tập, bắt đầu với Nhà thơ kháng chiến, được xuất bản bởi Đại học Michigan vào năm 1996. Một số thơ của bà đã được dịch sang tiếng Đức để xuất bản trực tuyến. Méndez đã xuất hiện tại các lễ hội thơ ca ở quê hương của bà và ở Nicaragua và Colombia, cũng như những nơi khác ở Châu Mỹ Latinh và Châu Âu. Bà cũng đã biểu diễn như một ca sĩ, xuất hiện cùng nhóm Nuevamérica, người mà bà cũng đã viết các bài hát, trong những năm 1980. Trong số các ấn phẩm của bà có các cuốn sách Atravesarte a pie toda la vida (2002) và La Estación de los Pájaros (2004).